# Gottscheer

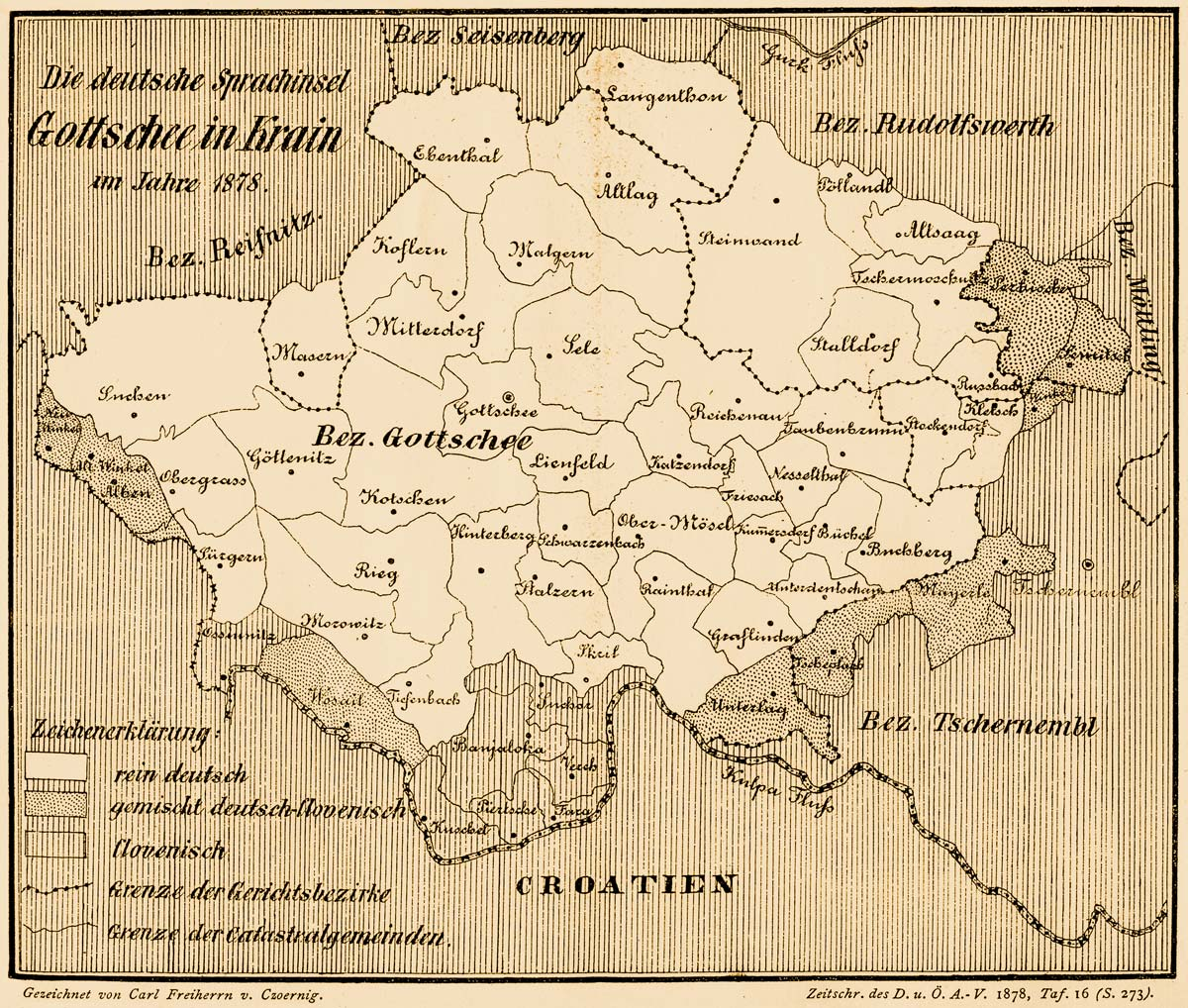
Das Gebiet der deutschen Sprachinsel Gottschee im österreichischen Kronland Krain, 1878.

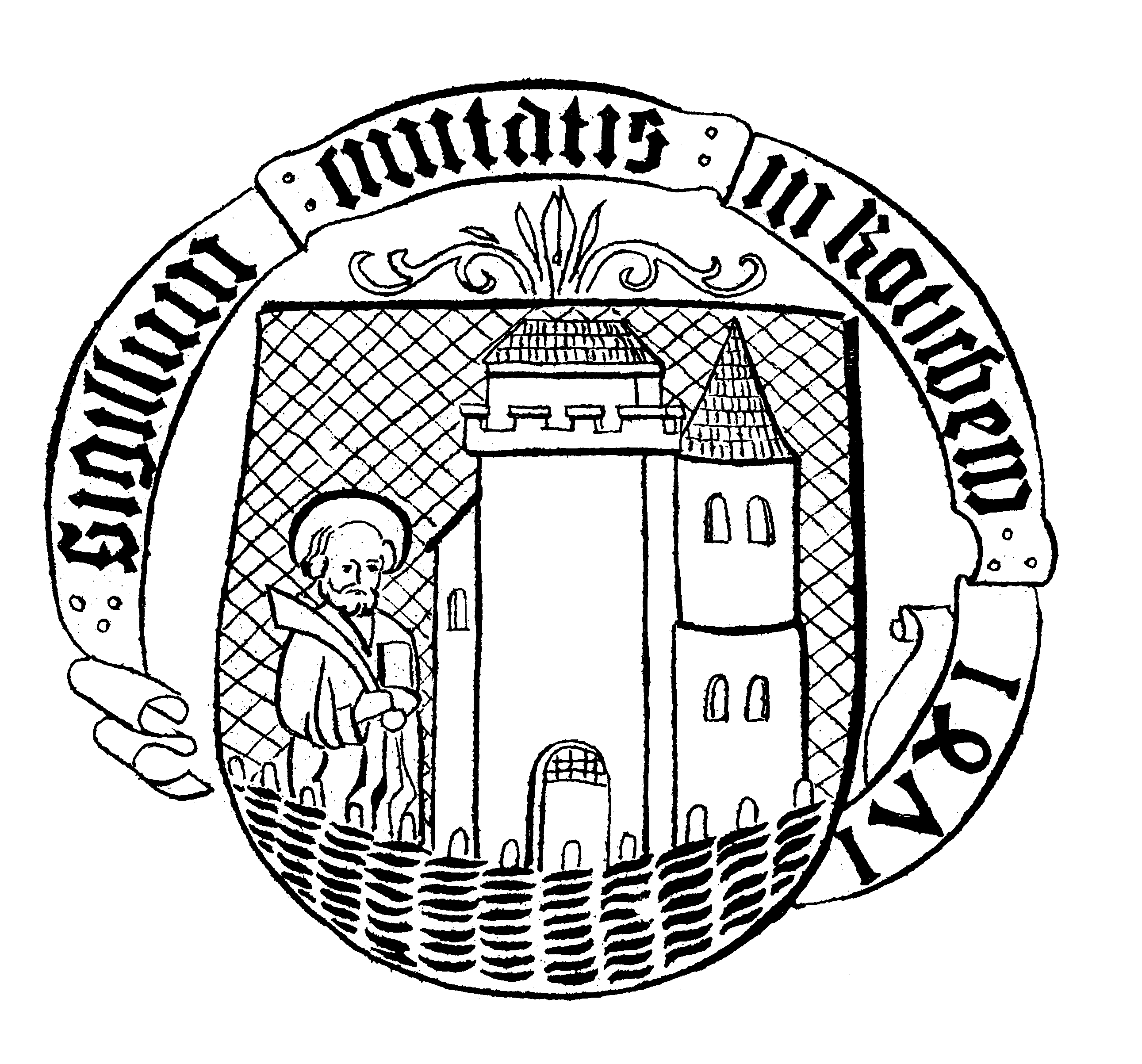
Altes Siegel der Stadt Gottschee aus dem Jahre 1471

Als Gottscheer (Göttscheabar, Mehrzahl Göttscheabarə, slowenisch: Kočevarji, kočevski Nemci) wird die ehemalige deutschsprachige Bevölkerung des Gottscheer Landes (Kočevska) im Herzogtum Krain (heute: Slowenien) bezeichnet, einer deutschen Sprachinsel, deren Zentrum die Stadt Gottschee (Göttscheab, slowenisch Kočevje) war. Das Siedlungsgebiet umfasste eine Fläche von ungefähr 860 km² mit 177 Ortschaften. Die Gottscheer, die teils als Bauern von der Landwirtschaft, teils als umherziehende Krämer in sehr einfachen Verhältnissen lebten, bewahrten ihren altertümlichen südbairischen Dialekt, das Gottscheerische, sechs Jahrhunderte lang bis zu ihrer Umsiedlung unter den Nationalsozialisten 1941.

## Geschichte

### Herzogtum Krain

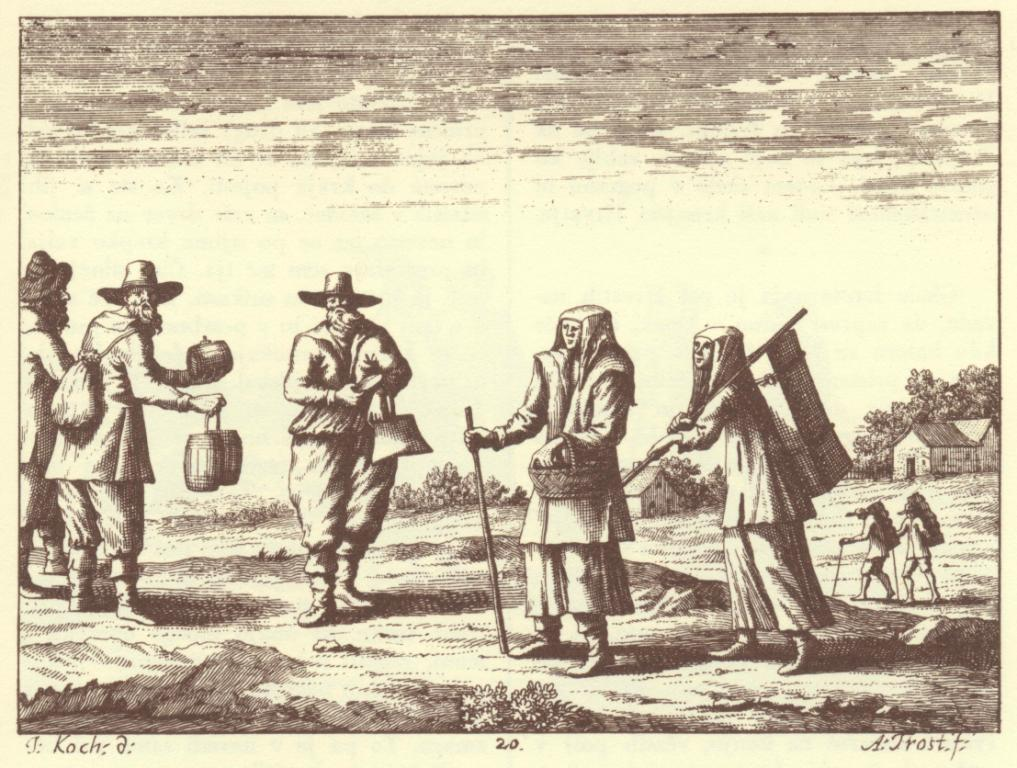
Gottscheer, aus „Ehre des Herzogtums Krain“ (Laibach und Nürnberg 1689) von Johann Weichard Valvasor

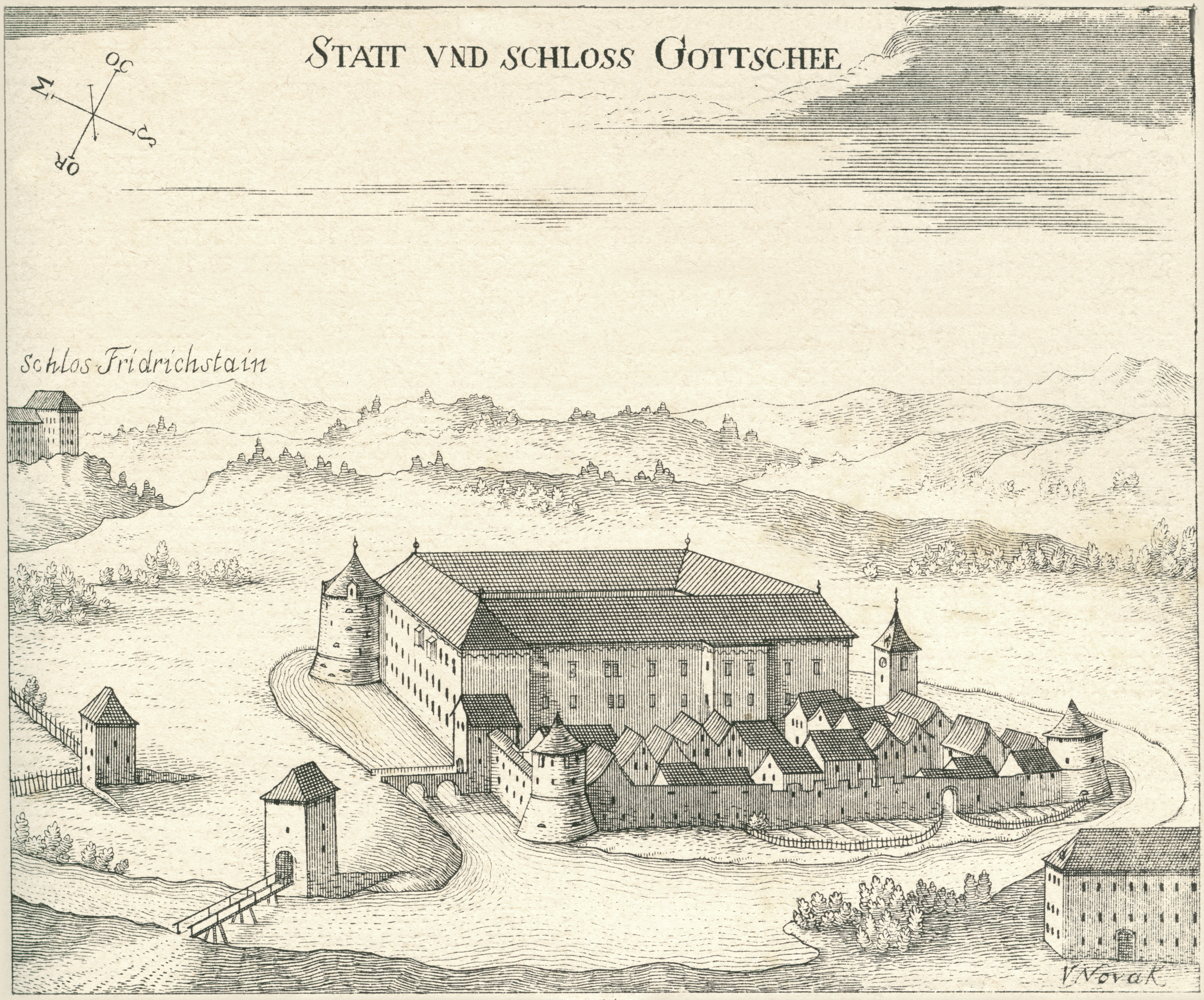
Stadt und Schloss Gottschee, im Hintergrund Schloss Friedrichstein, aus „Ehre des Herzogtums Krain“ (Laibach und Nürnberg 1689) von Johann Weichard Valvasor

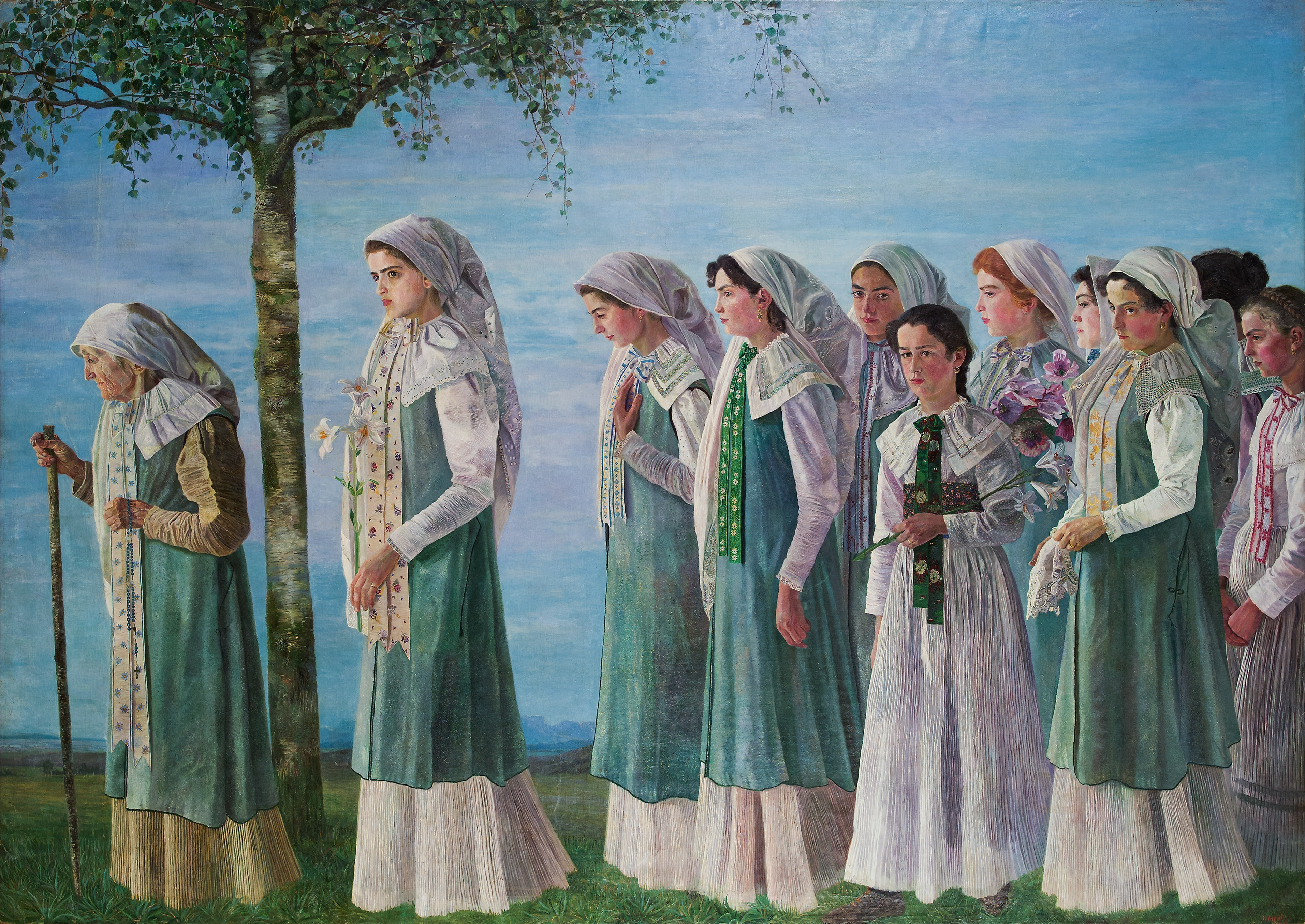
Karl Mediz: Sonntagsgang der Gottscheerinnen, 1897

#### Mittelalter
1247 übertrug der Patriarch von Aquileia, Berthold von Andechs, dem Oberkärntner Grafen von Ortenburg das Gebiet von Reifnitz in Unterkrain, wozu auch das Urwaldgebiet der späteren Gottschee zählte, als Lehen. Am 24. Juni 1336 belehnte der Patriarch von Aquileja Bertram seinen Vasallen Otto V. von Ortenburg und dessen Neffen mit den Schlössern Ortenegg, Zobelsberg und Grafenwarth (Kostel) „mit allen Zugehörungen, Gerichtsbarkeiten, Rechten und Nutzungen derselben, wie die Grafen von Ortenburg dieselben von altersher von der Kirche von Aquileja zu Lehen getragen haben.“
In der Zeit von 1330 bis zum Ende des 14. Jahrhunderts wurden im Gebiet der Gottschee durch das Haus Ortenburg deutsche Bauern aus Kärnten und Osttirol angesiedelt. Als erste deutsche Ortschaft wurde Mooswald in einem Brief des Patriarchen Bertram vom 1. September 1339 erwähnt. Mit diesem Schreiben genehmigte der Patriarch dem Grafen Otto V. die Einsetzung eines Kaplans in der neu erbauten Kapelle des hl. Bartholomäus in „villa Mooswald“ als Expositur zur Pfarre Reifnitz. Der Name Mooswald ist Kärntner Herkunft. Am 1. Mai 1363 wurden in Udine in einer Urkunde des Patriarchen Ludwig I. della Torre durch Otto VI., einen Neffen Ottos V., fünf Pfarrstellen genehmigt: „Gotsche, Pölan, Costel, Ossiwniz et Goteniz“ (Gottschee, Pölland, Kostel, Ossilnitz und Göttenitz). Hier heißt es: „Es gelangte zur Kenntnis des Patriarchen Ludwig auf dem Heiligen Sitz zu Aquileja, dass innerhalb der Grenzen der zu unserer aquilejischen Diözese gehörigen Seelsorgestation des hl. Stefan von Reifnitz, und zwar in dessen Seelsorge oder Pfarre, in gewissen Hainen und Wäldern, die unbewohnbar und unbebaut waren, viele menschliche Wohnungen errichtet, diese Haine und Wälder dem Ackerbau zugeführt worden sind und dass eine nicht geringe Menge Volkes darin zu wohnen kam.“ 1377 wurde die Ortschaft Gotschee zum Markt erhoben. 1406 räumte Friedrich III. von Ortenburg den Gottscheer Bauern in einem Waldgesetz („Waldgerechtsame“) das Recht der Herrschaftswaldnutzung ein.
1418/22 gelangte die Gottschee mit dem Erlöschen der Ortenburger an die Grafen von Cilli. Nach der Ermordung des letzten Cilliers Ulrich II. 1456 kam die Gottschee infolge eines Erbvertrags 1457 an die Habsburger.
1469 wurde der Markt Gottschee durch die Türken zerstört, jedoch in den folgenden Jahren wieder aufgebaut und befestigt. 1471 wurde der Markt Gottschee durch Kaiser Friedrich III. zur Stadt erhoben.
Am 23. Oktober 1492 verlieh Kaiser Friedrich III. den Gottscheern und Reifnitzern das Hausierpatent, das bis 1918 Gültigkeit haben sollte. In den folgenden Jahrhunderten lebten Gottscheer vom Handel mit in der Gottschee hergestellten Leintüchern, Holzgeräten und anderen Erzeugnissen.

#### 16. Jahrhundert
1507 wurde die Gottschee an den Grafen Jörg von Thurn (Jurij Turn) verpfändet, dessen Pfleger Stersen (Jurij Stržen) sich wegen seiner unnachgiebigen Eintreibung des Zinses verhasst machte. Im März 1515 erhoben sich die Gottscheer Bauern gegen die Grundherren und erschlugen Thurn und Stersen. Der Aufstand, später bekannt als Windischer Bauernkrieg, breitete sich über Krain, Kärnten und Steiermark aus. Im August 1515 wurde der Aufstand niedergeschlagen.
1524 wurde die Gottschee von Hans Ungnad gekauft, doch schon 1547 an die kroatischen Grafen von Blagay verpfändet. Auf diese Zeit gehen die Gottscheer Familiennamen auf „-ić“ bzw. „-itsch“ zurück, so Jaklitsch (Jaklić), Michitsch (Mihić) und Gasparitsch (Gašparić).

#### 17. und 18. Jahrhundert
1618 kam die Gottschee an den Freiherrn Johann Jakob Khisl von Kaltenbrunn und wurde 1622 zur Grafschaft erhoben. 1641 verkaufte sein Adoptivsohn Graf Zwickel genannt Khysel die Grafschaft Gottschee an den Grafen Wolf Engelbrecht von Auersperg. Vor 1677 erhob Fürst Johann Weikhard von Auersperg die Grafschaft zum Fidei-Kommiss. 1791 erhob Kaiser Leopold II. die Gottschee zum Herzogtum und Karl Josef Anton von Auersperg zu ihrem Herzog.

#### 19. Jahrhundert
Von 1809 bis 1814 war die Gottschee unter der Herrschaft Napoleons und gehörte als Teil von Krain zu den illyrischen Provinzen. Danach wurde die Herrschaft der Habsburger wiederhergestellt. 1848 erfolgte die Aufhebung der Leibeigenschaft. 1872 wurde das Gymnasium in der Stadt Gottschee gegründet. 1882 erfolgte die Gründung der Fachschule für Holzbearbeitung. 1893 erhielt die Gottschee durch die Errichtung einer Stichbahn von Laibach Anschluss ans Eisenbahnnetz. 1894 ließen die Auersperger im Hornwald (slowenisch Kočevski Rog) ein Sägewerk errichten, das bald darauf 400 Arbeiter beschäftigte. Das Werk erhielt Anschluss an eine Schmalspurbahn, die auch Teile des Hornwaldes mit seinen Waldungen erschloss.
Zwischen 1869 und 1878 erreichte die Zahl der Gottscheer mit etwa 26.000 ihren Höhepunkt. Die Armut trieb sehr viele zur Auswanderung in die USA. Nach 1918 kam im Königreich Jugoslawien der politische Druck gegen die deutsche Minderheit dazu. So betrug die Zahl der Gottscheer Deutschen 1941 offiziell nur noch 12.500.

### Königreich Jugoslawien

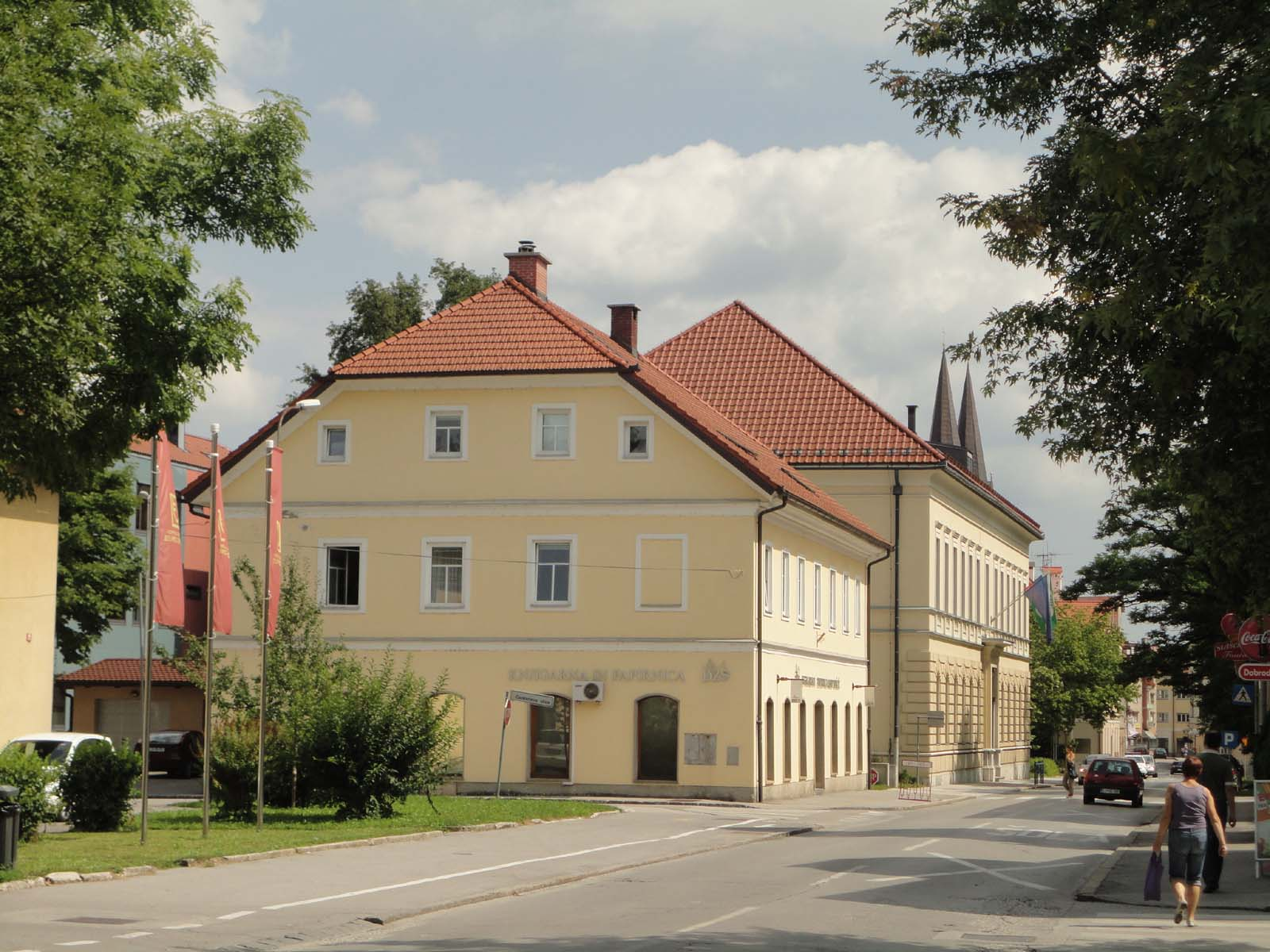
Das Gymnasium Gottschee ging wie die anderen Schulen 1918 zur slowenischen Unterrichtssprache über und unterrichtete seither hier nicht mehr in der deutschen Sprache.

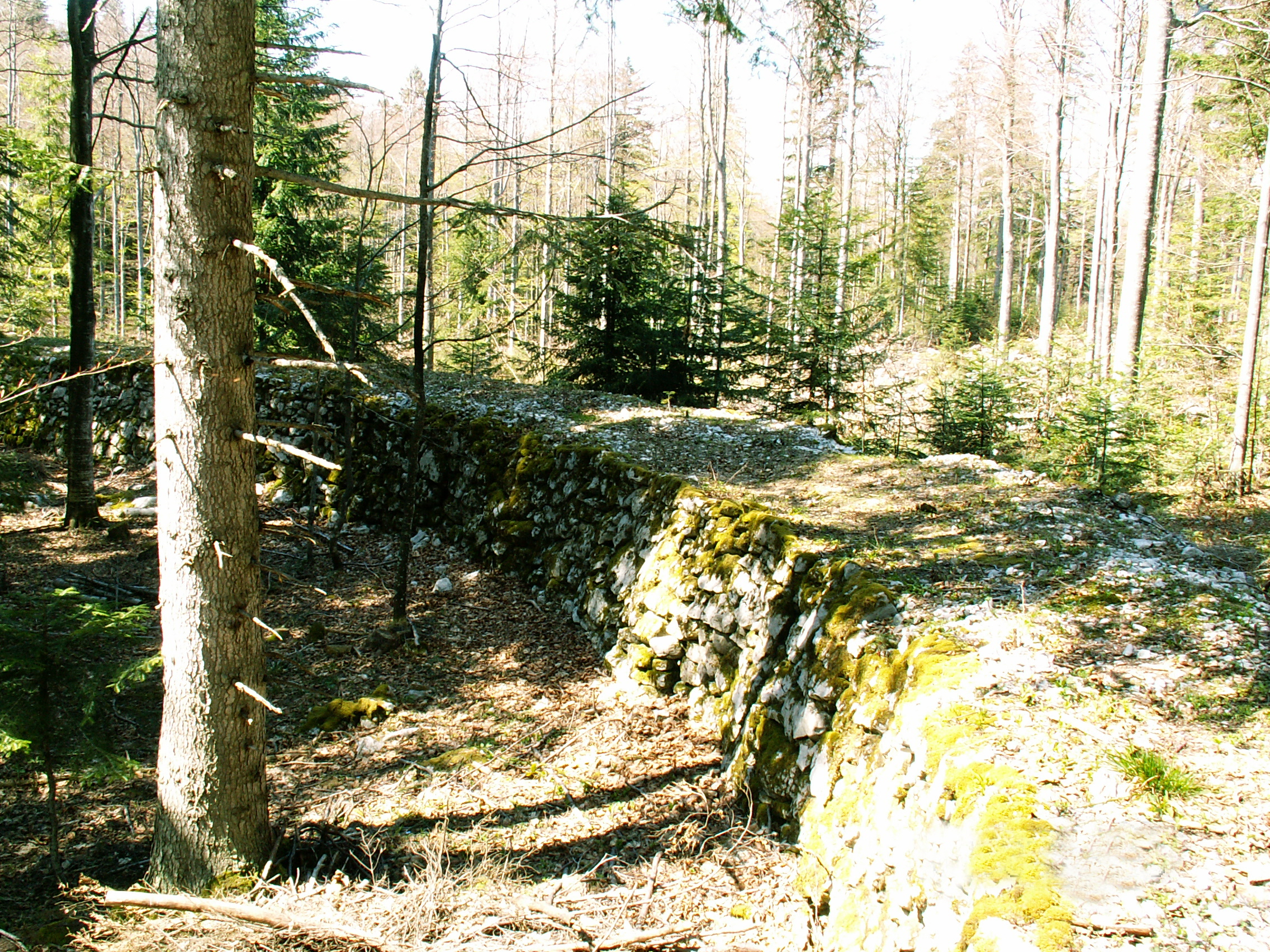
Reste der 1938 abgerissenen Hornwaldbahn

Mit der Gründung des Königreichs der Serben, Kroaten und Slowenen 1918, des späteren Jugoslawiens, wurden die Gottscheer zu einer ethnischen Minderheit. Die deutschen Ortsnamen in der Gottschee wurden offiziell durch slowenische Namen ersetzt. Durch Regierungserlass vom 16. November 1918 wurde an den bisher deutschsprachigen Volksschulen, Gymnasien, Realgymnasien und Realschulen Slowenisch als einzige zulässige Unterrichtssprache eingeführt. Zugelassen blieben Parallelklassen mit deutscher Unterrichtssprache, an denen jedoch keine Kinder mit slawischem Familiennamen teilnehmen durften. Mindestens 40 zugelassene Anmeldungen waren für einen deutschsprachigen Klassenzug erforderlich. Infolgedessen ging auch das Gymnasium in Gottschee zur slowenischen Unterrichtssprache in allen Klassen über. Auch an sämtlichen Volksschulen der Gottschee wurde das Slowenische die Hauptsprache. Österreichische Beamte, Lehrer und Professoren deutscher Nationalität wurden per Verordnung vom 16. Dezember 1918 entlassen. Die Fachschule für Holzbearbeitung wurde geschlossen. In der Gottschee gab es 1935 nur noch 21 deutschsprachige Klassen oder Teilklassen, wobei insgesamt 37 Schulen bestanden.
Im Rahmen der Bodenreform (Agrarverordnung 1921 und Gesetz 1931) wurden auch etwa 17.600 von 23.500 Hektar Grundbesitz des Fürsten Karl Maria Alexander von Auersperg enteignet. Das enteignete Waldland wurde jedoch nicht an Bewohner der Gottschee, sondern an slowenische Gemeinden außerhalb der Gottschee verteilt. Das Sägewerk der Auersperg wurde 1932 geschlossen, und die Forstarbeiter verloren ihre Arbeit. In der Folge verfielen das Sägewerk, die zugehörigen Wohnhäuser und die Schmalspurbahn im Hornwald (Hornwaldbahn). 1938 wurden die Anlagen gesprengt und abgetragen.
Gottscheer arbeiteten in den Organisationen der deutschen Minderheit in Jugoslawien mit, so etwa der Pfarrer Josef Eppich aus Mitterdorf bei Gottschee und der Gottscheer Rechtsanwalt Hans Arko im 1924 gegründeten und 1929 verbotenen „Politischen und wirtschaftlichen Verein der Deutschen in Slowenien“ sowie im 1931 wieder zugelassenen Schwäbisch-Deutschen Kulturbund. Zwar waren auch ethnische Deutsche Mitglieder der jugoslawischen Regierungspartei und setzten sich unter anderem für deutschsprachige Parallelklassen in der Gottschee ein, doch war Innenminister Anton Korošec hier zu keinen Zugeständnissen bereit. Zunehmende nationalsozialistische Agitation, so durch den Österreicher Ing. Walter Neunteufel, wurde mit Verboten gegen die Ortsgruppen des Kulturbundes in der Gottschee beantwortet. Unter diesen Bedingungen genoss die nationalsozialistische Propaganda zunehmende Unterstützung. Im Mai 1939 gelang es den Nationalsozialisten, die Kontrolle über den Kulturbund zu übernehmen.
Die Umsiedlung der Südtiroler und Kanaltaler aus Italien ins Deutsche Reich ab August 1939 sowie insbesondere der Beginn des Zweiten Weltkriegs, dem weitere Aussiedlungen Volksdeutscher aus Osteuropa „heim ins Reich“ folgten, löste bei den Jugoslawiendeutschen Panik vor einer kommenden Umsiedlung aus. Nach Wiederzulassung des Kulturbundes Ende 1939 – angeblich im Gegenzug zu Erleichterungen für die Kärntner Slowenen – begann der Gottscheer Nationalsozialist Wilhelm Lampeter, aus den männlichen Mitgliedern des Kulturbundes zwischen 18 und 50 Jahren in der Gottschee die lokal in „Stürmen“ organisierte „Gottscheer Mannschaft“ aufzubauen. Stellvertreter Lampeters wurde Jugendführer Richard Lackner.

### Zweiter Weltkrieg

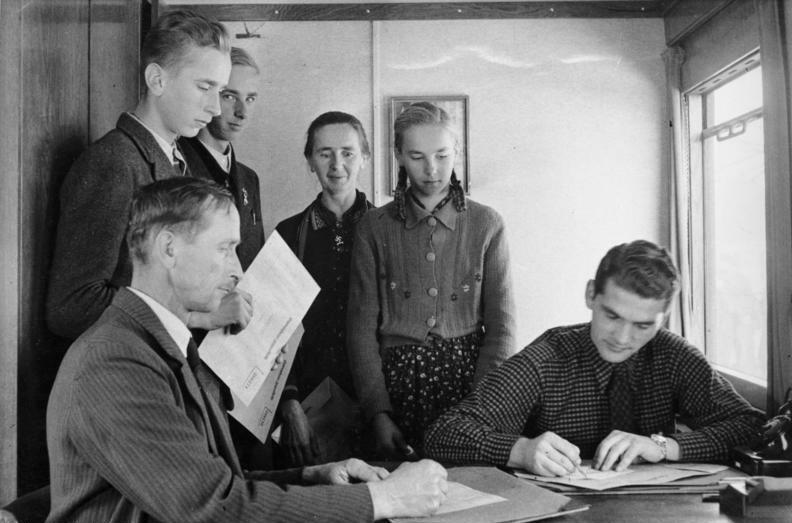
Von der Umsiedlung betroffene Gottscheer Familie in einer Ausweisstelle in Gottschee, 1941

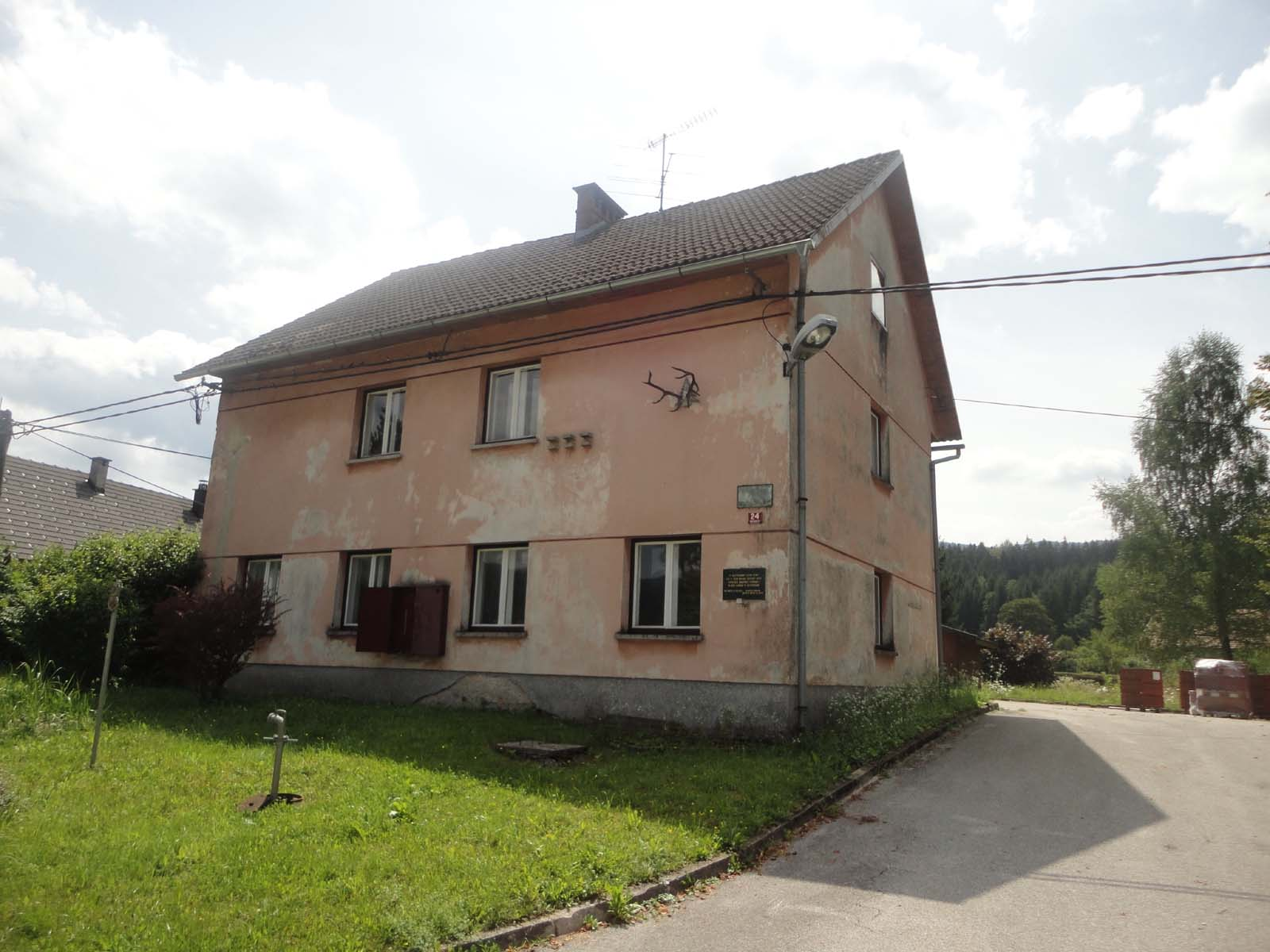
Masern (Grčarice) in der Gottschee: Haus des Gottscheers Rudolf Tschinkel, in dem Partisanen im September 1943 einen Stützpunkt der Jugoslawischen Armee im Vaterland vernichteten.

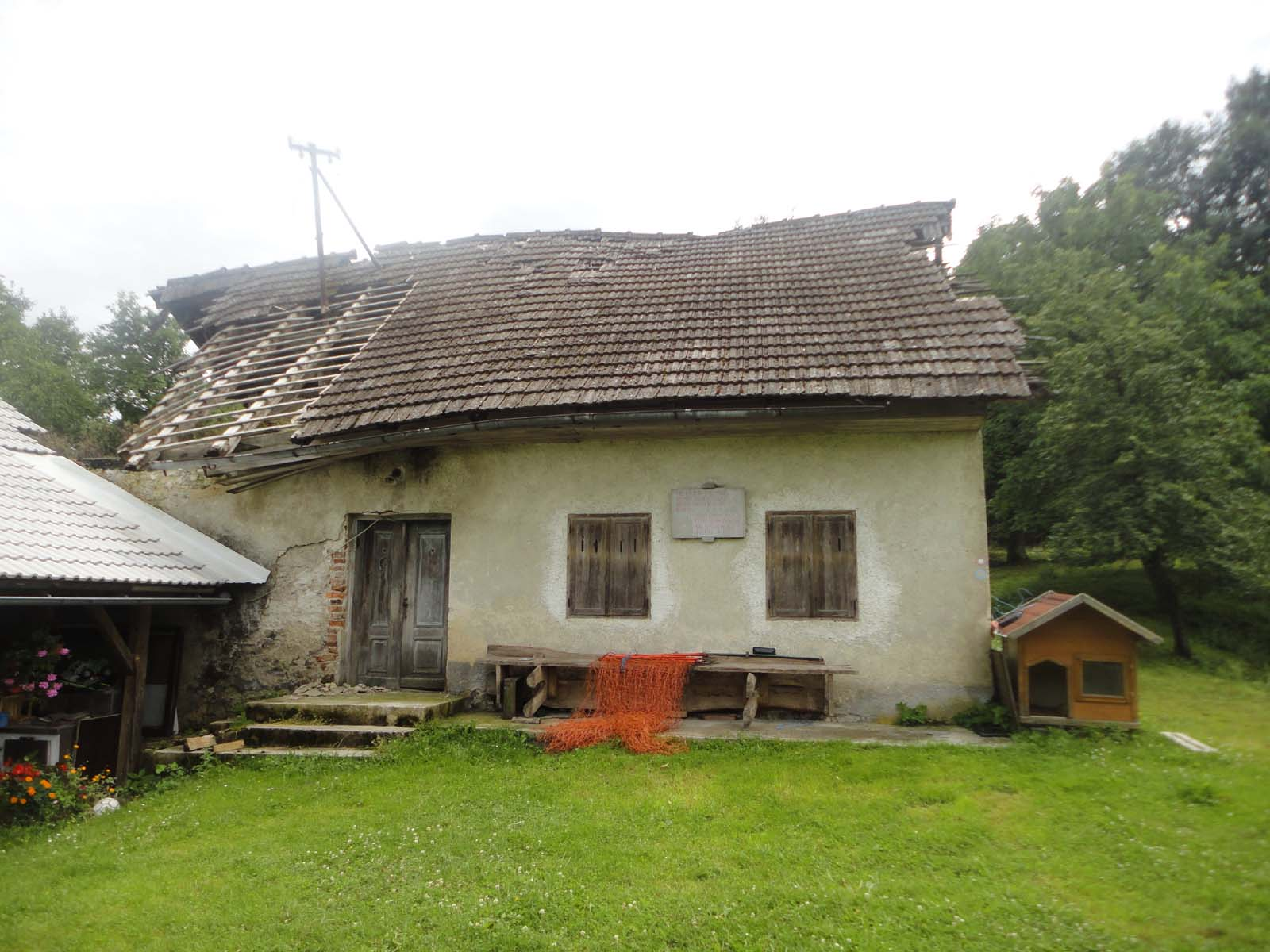
Haus in Obertappelwerch (Komarna vas), das einzige im zerstörten Dorf verbliebene Gebäude. Heute ist es schon fast verfallen. Während des Zweiten Weltkriegs diente es als Verwaltungssitz des zentralen Partisanenkrankenhauses.

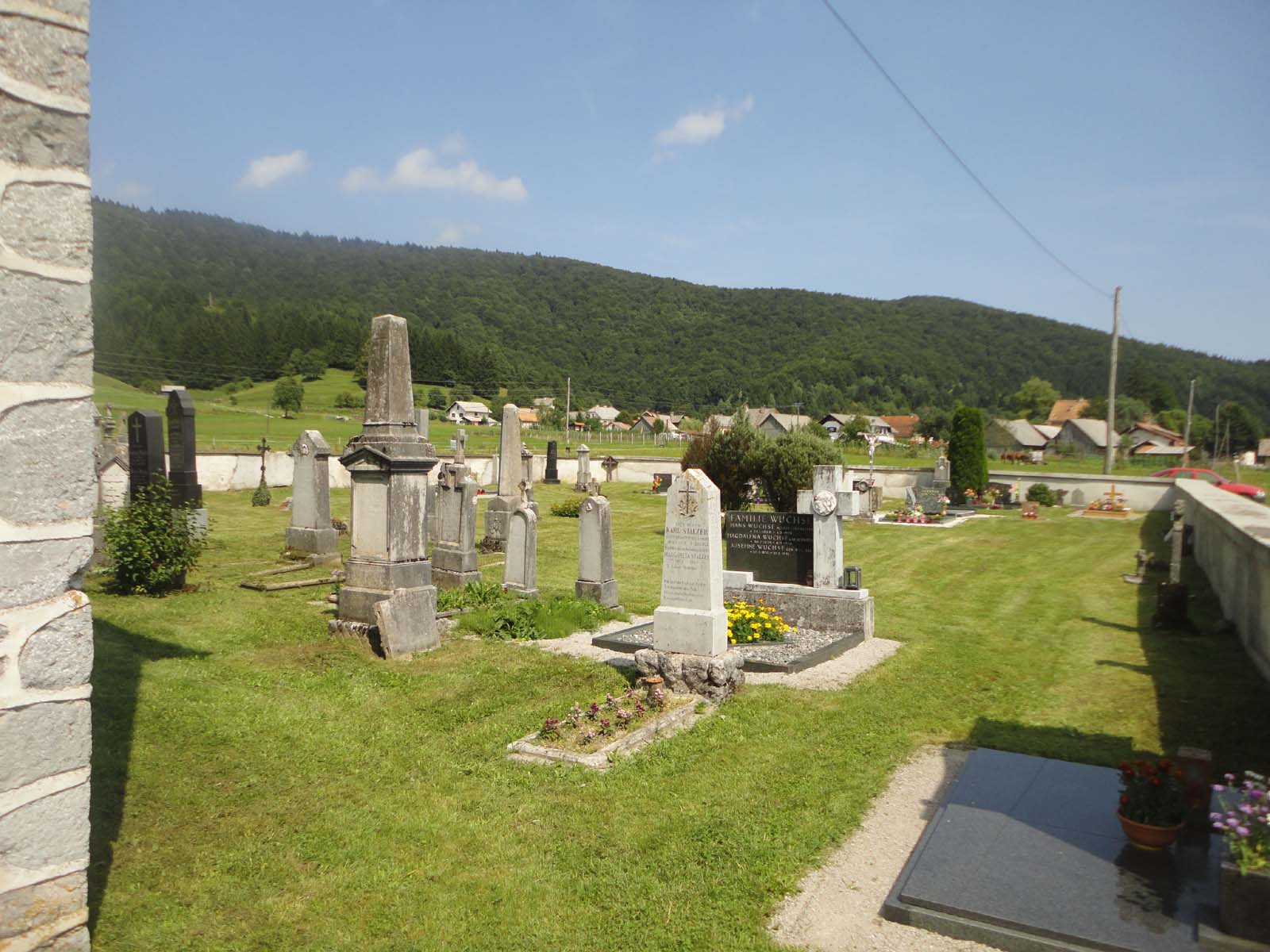
Erhaltene Gottscheer Grabsteine auf dem Friedhof von Nesseltal (Koprivnik).

Nach dem Angriff der Achsenmächte auf Jugoslawien (Balkanfeldzug) am 6. April 1941 übernahmen die „Stürme“ der „Gottscheer Mannschaft“ die Kontrolle in der Gottschee und erwarteten den Einzug der Wehrmacht. Am 13. April nahm Wilhelm Lampeter als selbsternannter Bezirkshauptmann seinen Amtssitz im Schloss der Auersperger in der Stadt Gottschee. Das Gottscheer Land wurde jedoch von der italienischen Armee besetzt und Teil der neu gebildeten italienischen Provinz Laibach, Lampeter wurde am 23. April abgesetzt. In einem Umsiedlungsvertrag zwischen Adolf Hitler und Benito Mussolini, der am 1. Oktober 1941 in Kraft trat, wurde die Umsiedlung der Gottscheer ins Großdeutsche Reich beschlossen. Die „Gottscheer Mannschaft“ mit ihrer in jedes Dorf reichenden Organisation übernahm die Aufgabe, die Umsiedlung flächendeckend umzusetzen. Die verlassenen Grundstücke der Gottscheer sollten an die staatliche italienische Siedlungsgesellschaft EMONA gehen. 

#### Umsiedlung ins Ranner Dreieck
Als neues Siedlungsgebiet der Gottscheer wurde das „Ranner Dreieck“ oder „Rann-Dreieck“ an der Save, der Raum Gurkfeld/Krško, Rann/Brežice, Lichtenwald/Sevnica und Ratschach/Radeče in der Untersteiermark (Besatzungsgebiet der deutschen Wehrmacht, CdZ-Gebiet Untersteiermark) festgelegt. Zuvor waren aus diesen Gebieten etwa 36.100 Slowenen nach Deutschland und Kroatien deportiert worden. Waren von den „ethnischen Säuberungen“ in der Untersteiermark sonst vor allem Angehörige der gebildeten Schichten betroffen (Lehrer, Geistliche, Juristen), die als Träger eines nationalen slowenischen Gedankens in Frage kamen, so waren es im „Rann-Dreieck“ alle Schichten, unter denen Landwirte und Winzer überwogen. Deren enteignete Höfe übernahmen die „volksdeutschen“ Gottscheer. Neben Gottscheern wurden hier auch Volksdeutsche aus Osteuropa, darunter Bessarabiendeutsche und Dobrudschadeutsche angesiedelt.
Für die Umsiedlung holten die Nationalsozialisten die schriftliche Zustimmung der Gottscheer ein, wobei eine Kombination von Überredung, Versprechungen und Drohungen eingesetzt wurde. Während die nationalsozialistische „Volksgruppenführung“ der Gottscheer mit den Plänen der Nationalsozialisten bekannt gemacht wurde, die Gottscheer in deutsch besetzte Gebiete Sloweniens umzusiedeln, wurde dem Großteil der Gottscheer mitgeteilt, sie würden ins „Deutsche Reich“ umgesiedelt. Besonders ältere Leute widersetzten sich zunächst. Die nationalsozialistischen Funktionäre drohten den Unwilligen unter anderem, sie würden von den Italienern nach Sizilien oder Abessinien umgesiedelt werden. In klarer Opposition zur Umsiedlung stand der Großteil der Geistlichkeit, so Josef Eppich in Mitterdorf, August Schauer in Nesseltal, Josef Kraker in Rieg und Josef Gliebe in Göttenitz. Schließlich wurden 11.506 Personen, etwa 95 % der Gottscheer Deutschen, zur Umsiedlung bewogen. Am 14. November 1941 fuhr der erste Zug mit Gottscheer Aussiedlern vom Bahnhof Gottschee ab. Nachdem sich Nachrichten über das tatsächliche Ansiedlungsgebiet verbreitet hatten, kam es zunächst noch stellenweise zu passivem Widerstand, jedoch konnten Unwillige mit dem Verweis darauf, dass Haus und Hof nicht mehr ihnen, sondern der italienischen EMONA gehörten, zur Umsiedlung bewogen werden.
Am 26. Januar 1942 fuhr der letzte Zug mit Gottscheer Umsiedlern von Gottschee nach Rann. Nur rund 5000 Menschen, mehrheitlich Slowenen sowie etwa 600 Gottscheer Deutsche, blieben im Gottscheer Land zurück. Die italienischen Behörden planten zunächst eine Besiedlung mit Slowenen aus anderen Gebieten des italienischen Machtbereichs, was jedoch am fehlenden Interesse scheiterte. Es folgten Pläne zur Besiedlung mit Italienern, die jedoch auf Grund der Kriegsereignisse aufgegeben werden mussten. Das weitgehend menschenleere Gebiet wurde zum Rückzugsgebiet slowenischer Partisanen. Bereits Anfang Mai 1942 begannen Partisaneneinheiten mit der spontanen Vertreibung verbliebener Gottscheer aus drei Dörfern. Eine Verfügung der OF-Führung vom 27. Mai 1942 sah die Vertreibung sämtlicher verbliebener Gottscheer Deutscher vor, doch duldeten örtliche Einheiten der OF die Anwesenheit von Gottscheern. Insgesamt wird von der Hinrichtung von acht Gottscheern in dieser Zeit berichtet.
Unter den zurückgebliebenen Gottscheer Deutschen schloss sich ein hoher Anteil, insgesamt 56, den Partisanen an, weitere 27 waren Aktivisten der OF.
Im August 1942 wurden bei einer Offensive der Italiener gegen die Partisanen fast hundert Gottscheerdörfer gezielt zerstört. Ziel hierbei war es, den Partisanen keine Unterschlupfmöglichkeiten zu lassen. Die wirtschaftlichen Aktivitäten der Italiener beschränkten sich nunmehr auf den Holzeinschlag entlang der Hauptverkehrswege.

### Kriegsende
1945 mussten nahezu alle Gottscheer fliehen oder wurden auf Grund der AVNOJ-Beschlüsse vertrieben. Die Gottscheer in den slowenischen Höfen im „Rann-Dreieck“ waren bereits im Sommer 1945 vollständig vertrieben bzw. in Internierungslagern untergebracht, insbesondere im Lager Sterntal und in Tüchern, wo viele von ihnen starben. Einige Familien versuchten in die Gottschee zurückzukehren, wurden jedoch von den neuen Behörden daran gehindert. In einzelnen Fällen kehrten Gottscheer Partisanen nach Hause und stellten fest, dass ihre deutschsprachigen Familien vertrieben worden waren.
Die Zahl der bei Kriegsende in der Heimat verbliebenen Gottscheer ist schwer ermittelbar. Die OZNA zählte 110 Deutsche in diesem Gebiet – eine Zahl, welche die in dieser Zeit von hier vertriebenen Gottscheer nicht einschloss –, jedoch ist davon auszugehen, dass sich kaum jemand freiwillig als Gottscheer Deutscher bekannte. Zdravko Troha spricht von rund 310 verbliebenen Deutschen im Gottscheer Land. Die Sicherheitsbehörden in den Kreisen Dolenjske Toplice und Kočevje gingen unterschiedlich vor: Während die Gottscheer Gebiete im Kreis Dolenjske Toplice weitgehend unter der Kontrolle der Partisanen gewesen waren, hatte die Wehrmacht in der Stadt Gottschee einen Stützpunkt gehabt. So wurden die Gottscheer im Kreis Dolenjske Toplice von den dortigen Behörden eher als Sympathisanten der Partisanen eingestuft, im Kreis Kočevje dagegen als „Kulturbund-Leute“. Infolgedessen wurden 1945 und 1946 mehr als 40 Gottscheer Deutsche aus dem Kreis Kočevje nach Österreich ausgewiesen. Im zum Kreis Dolenjske Toplice gehörenden Gottscheer Siedlungsgebiet, im Tal zwischen Kočevske Poljane (Pöllandl) und Črmošnjice (Tschermoschnitz), blieben dagegen viele Familien zurück, deren Nachkommen dort bis heute leben.

### Zerstörung des Kulturerbes

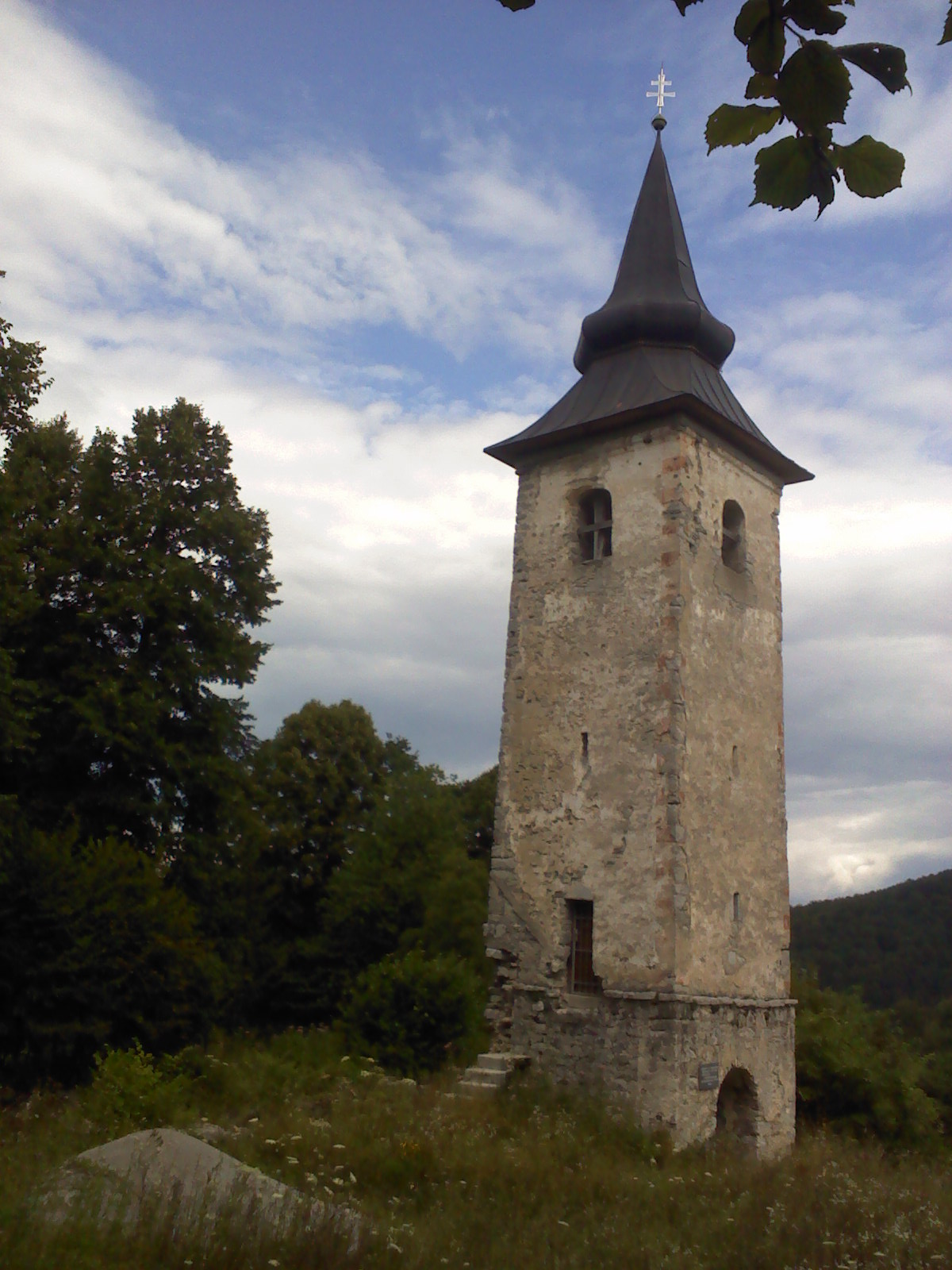
Kirchturm im verlassenen Gottscheerdorf Tappelwerch – das einzige verbliebene Gebäude. Das Dach wurde mit Mitteln der Südtiroler Raiffeisenbank erneuert.

Nach dem Zweiten Weltkrieg blieb eine weitgehend entvölkerte Landschaft zurück, die nur teilweise mit Slowenen und Neusiedlern aus anderen Republiken Jugoslawiens besiedelt wurde. Von den entvölkerten und zerstörten Ortschaften (insgesamt 177) wurden 112 nicht wieder aufgebaut; von einst 123 Kirchen stehen nur noch 28. Ein Teil der Kirchengebäude wurde in den 1950er Jahren gezielt zerstört. Ebenso wurde die Mehrzahl der 38 Friedhöfe eingeebnet, oder die Grabsteine mit deutschen Inschriften wurden entfernt. Lediglich auf zehn Friedhöfen, darunter Kočevske Poljane (Pöllandl), Koprivnik (Nesseltal), Mozelj (Mösel) und Dolga vas (Grafenfeld), sind Grabsteine mit deutschen Inschriften erhalten. Im Gebiet von Gotenica (Göttenitz) und Kočevska Reka (Rieg), aus dem man 1948 zur Bildung eines militärischen Sperrgebietes sämtliche Bewohner aussiedelte, wurden sämtliche Kirchen und Kapellen abgerissen, obwohl sie teilweise noch völlig intakt waren.

### Sozialistisches Jugoslawien
Insgesamt blieben nur etwa Tausend Gottscheer in Slowenien zurück, davon nur wenige hundert im Gottscheer Land. Die meisten Gottscheerfamilien leben bis heute im Tal Moschnitze zwischen Kočevske Poljane (Pöllandl) und Črmošnjice (Tschermoschnitz). Obwohl die dort lebenden Familien mit den Partisanen zusammengearbeitet hatten, waren sie als Deutsche verdächtig und wurden bis mindestens 1986 von der UDBA überwacht. Ebenso gab es keinen Unterricht in deutscher Sprache. In diesem Klima wurde die Gottscheer Mundart nur in Ausnahmefällen an die nächste Generation weitergegeben, so dass das Slowenische zur Umgangssprache auch innerhalb der Familie wurde.

## Heutige Situation der Gottscheer in Slowenien

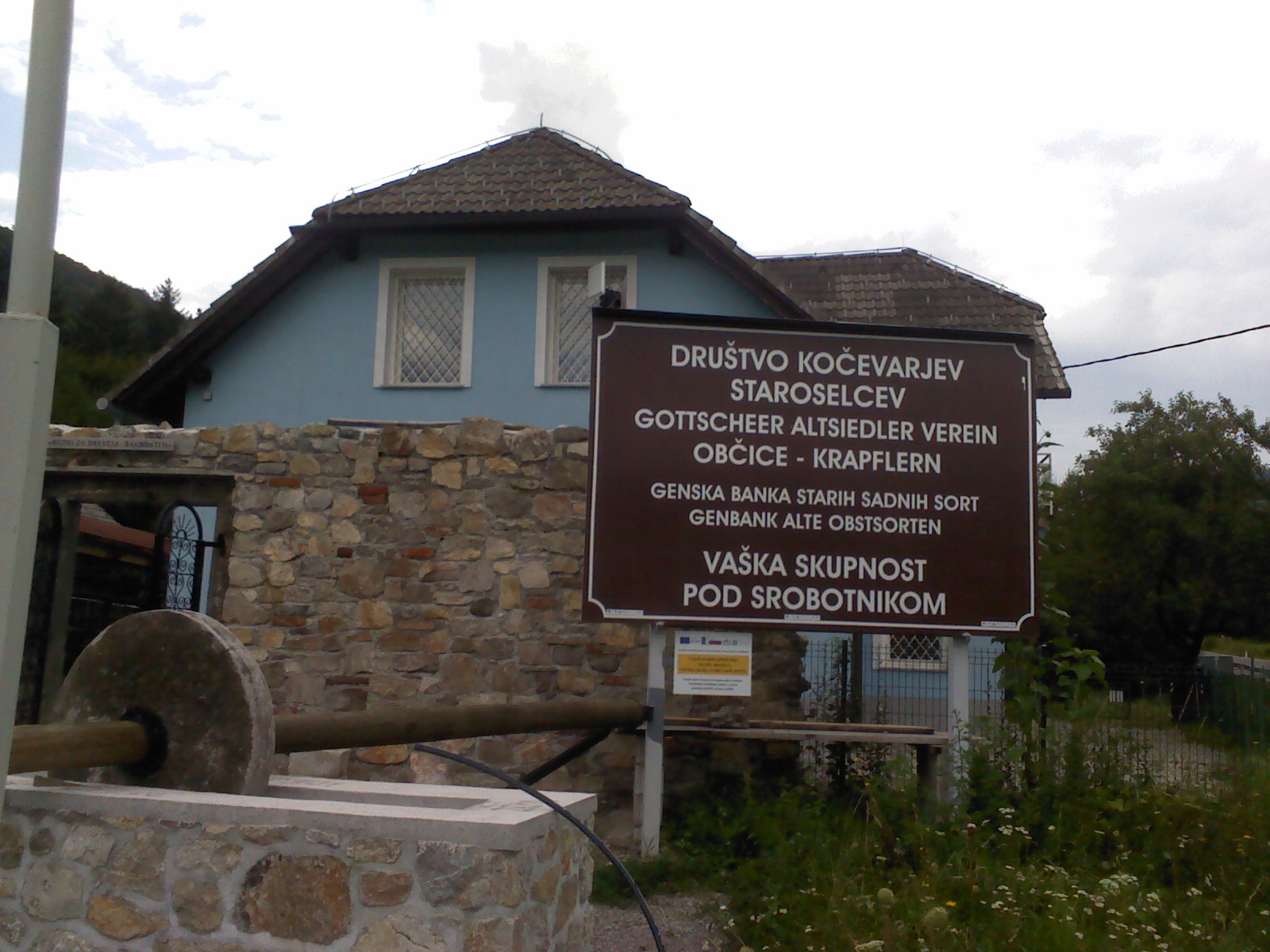
Zentrum des Gottscheer Altsiedlervereins in Krapflern (Občice)

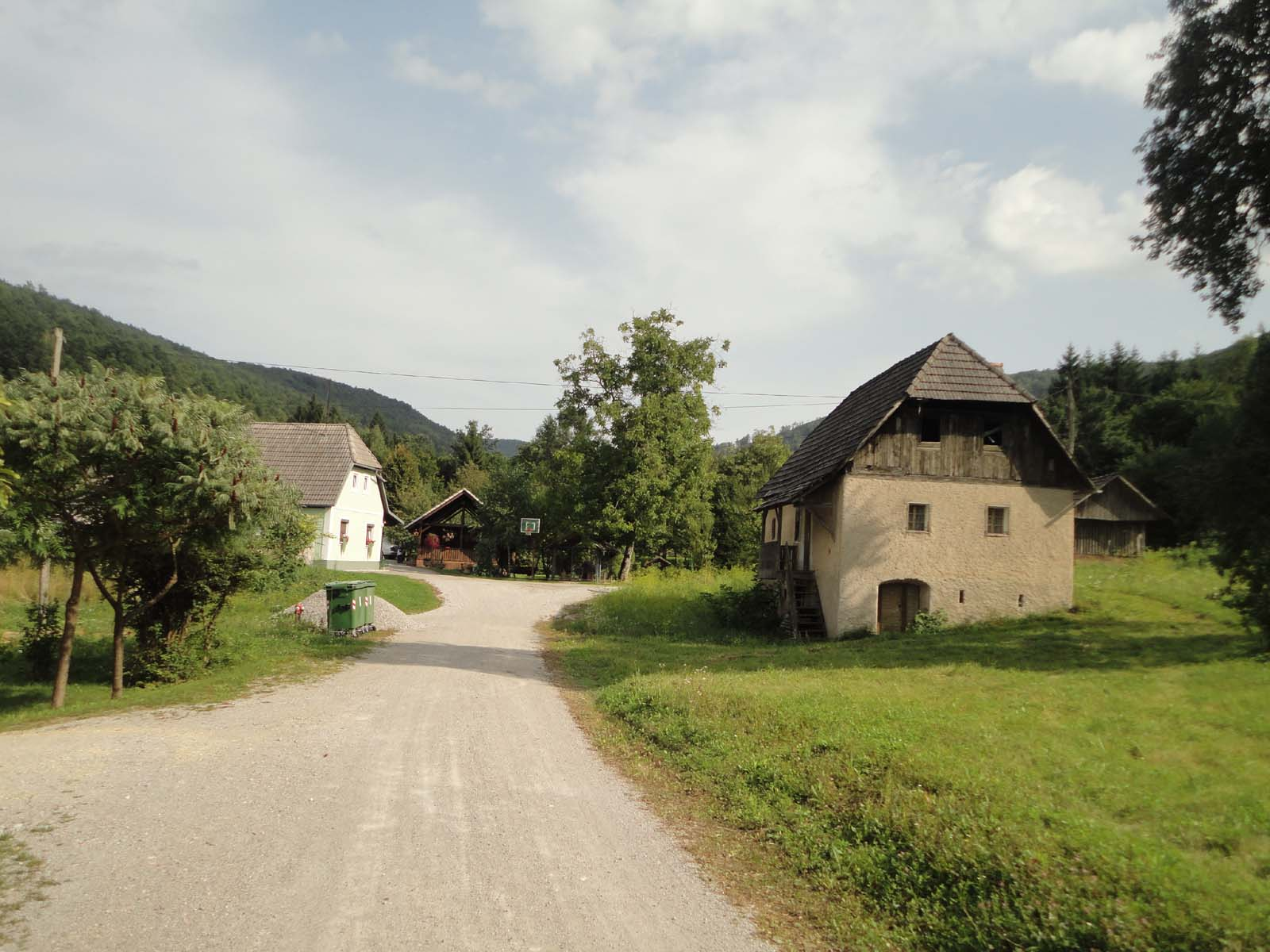
Altsag (Stare Žage): eines der sechs Dörfer, in denen noch Gottscheer Familien leben

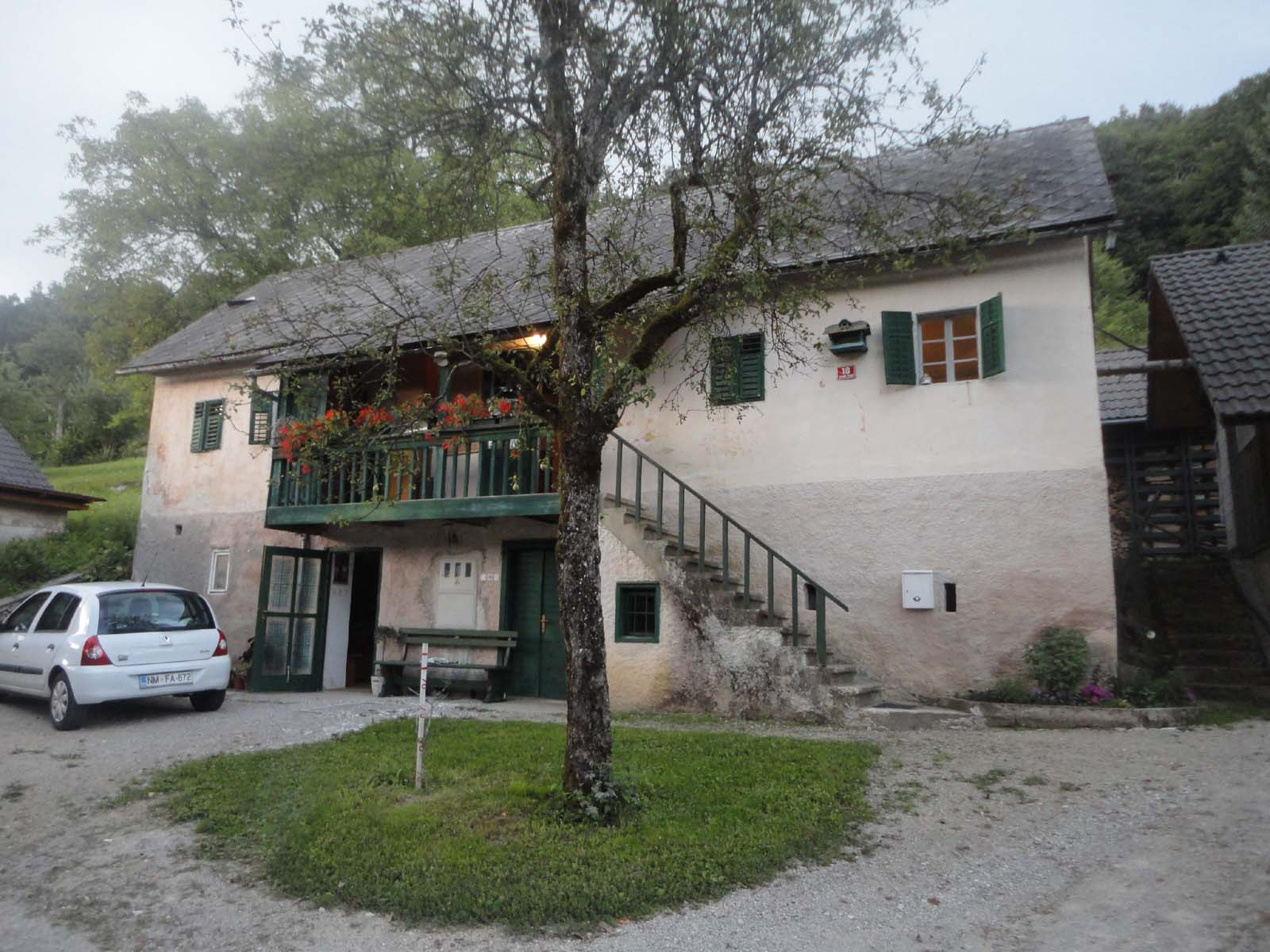
Altsag (Stare Žage): traditionelles Gottscheer Haus mit Gang

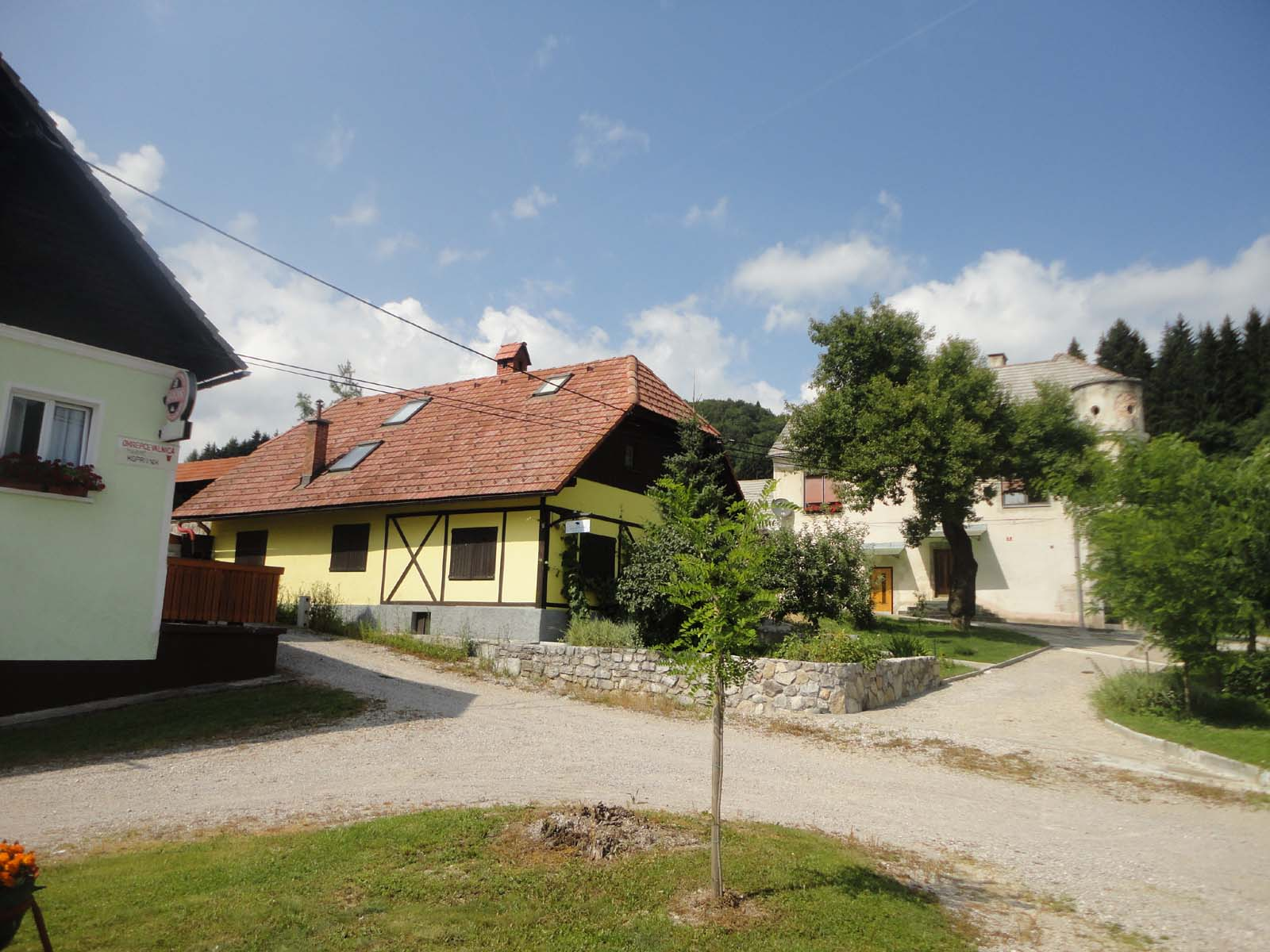
Nesseltal (Koprivnik): Museum der Einrichtung für die Erhaltung des Kulturerbes Nesseltal, geleitet von Matjaž Matko

In Slowenien lebt heute eine unbekannte Anzahl von Nachkommen der Gottscheer. Von diesen bezeichnen sich jedoch in Volkszählungen nur noch sehr wenige als „Deutsche“ oder „Gottscheer“. Bei einer Umfrage im Rahmen einer Diplomarbeit 2007 bezeichneten sich von 16 befragten Gottscheern in Slowenien in Hinblick auf ihre „Nationalität“ elf als „Slowenen“, drei als „Gottscheer“ und nur eine Person als „Deutsch“. Auf Grund des starken gesellschaftlichen und politischen Drucks in Jugoslawien sind die Gottscheer heute weitgehend in der slowenischen Bevölkerung aufgegangen. Der Gottscheer Dialekt wird nur noch von wenigen, meist alten Menschen gesprochen, und auch diese verwenden bei den meisten Gelegenheiten Slowenisch.
Bis heute ist das Bekenntnis zur Gottscheer Herkunft und Kultur in der Region bisweilen mit Diskriminierungen verbunden, und vereinzelte private zweisprachige Tafeln sind das Ziel von Vandalismus.

### Gottscheer-Vereine in Slowenien
Es gibt heute in Slowenien fünf Organisationen von Gottscheern bzw. Gottscheer Deutschen und deren Nachkommen. Der 1994 in Laibach (Ljubljana) gegründete Verein Peter Kosler, inzwischen mit Sitz in Gottschee/Kočevje, hat das Ziel, das slowenische, deutsche und gottscheerische Kulturerbe der Region Gottschee zu erhalten. Der Gottscheer Altsiedlerverein, gegründet 1992 in Pöllandl (Kočevske Poljane, Gemeinde Dolenjske Toplice), versteht sich dagegen als eine Organisation der deutschen Minderheit und betreibt im Dorf Krapflern (Občice, Gemeinde Dolenjske Toplice) eine Begegnungsstätte, wo auch sein Vereinssitz ist. Inzwischen gibt es in Slowenien noch drei weitere Gottscheer-Kulturvereine: die Einrichtung für die Erhaltung des Kulturerbes Moschnitze (Zavod za ohranitev kulturne dediščine) mit dem Schauer-Saal in Pöllandl, den Kultur-touristischen Verein unter dem Gutenberg (Turistično društvo pod Srebotnikom) mit der Vorsitzenden Urška Kop aus Krapflern und die Einrichtung für die Erhaltung des Kulturerbes Nesseltal (Zavod za ohranitev kulturne dediščine Nesseltal Koprivnik) mit einem Museum und einem Appartement für 5 Personen.

### Keine Anerkennung als ethnische Minderheit
Slowenien gewährt den Gottscheern und im Gegensatz zu Kroatien auch den ethnischen Deutschen als Gesamtheit keinen Minderheitenschutz gemäß der Kopenhagener KSZE-Konferenz von 1990, so dass die Gottscheer keine besondere finanzielle oder anderweitige Unterstützung erhalten. Es gibt keinen deutschsprachigen oder zweisprachigen Unterricht, der auf Grund der Schulgesetzgebung nur für die anerkannten „autochthonen“ Minderheiten (Italiener und Ungarn) vorgesehen ist.
2007 empfahl das Ministerkomitee des Europarats den slowenischen Behörden, „in Zusammenarbeit mit den Sprechern die Gebiete festzulegen, in denen Deutsch und Kroatisch in Slowenien herkömmlich gesprochen werden,“ und Teil II der Europäischen Charta der Regional- oder Minderheitensprachen auf Deutsch und Kroatisch anzuwenden. Der Gottscheer Altsiedlerverein betont, dass es in den Dörfern Pöllandl/Kočevske Poljane, Krapflern/Občice, Altsag/Stare žage, Kleinriegel/Mali Rigelj, Büchel/Hrib (Gemeinde Töplitz/Dolenjske Toplice), Tschermoschnitz/Črmošnjice und Mitterdorf/Srednja vas (Gemeinde Semitsch/Semič) autochthone Gottscheer gebe und schlägt die Einrichtung zweisprachiger Kindergärten in Pöllandl oder Krapflern vor, außerdem die Einführung von Deutsch als erster Fremdsprache bzw. Zweitsprache an den beiden Primarschulen in Dolenjske Toplice und Semič. Ein „unabhängiger Sachverständigenausschuss“ bemängelte hierzu im Jahre 2010, dass Slowenien keinerlei Gebiete mit deutscher oder kroatischer Minderheitensprache festgelegt habe. Die deutsche Sprache sei im öffentlichen Leben in Slowenien weitgehend abwesend; ebenso wenig gebe es ein Bildungsmodell für Deutsch als Regional- oder Minderheitensprache. Die deutsche Sprache sei im Hörfunk und Fernsehen nicht vertreten und erhalte nur begrenzte finanzielle Unterstützung von den slowenischen Behörden.
Im Jahr 2013 besuchte der österreichische Bundespräsident Heinz Fischer anlässlich seines Staatsbesuches in Slowenien die Region Gottschee und traf mit Vertretern der deutschsprachigen Bevölkerungsgruppe zusammen.
Der Gottscheer Altsiedlerverein in Krapflern/Občice hat sich 2004 mit dem Kulturverein deutschsprachiger Frauen – Brücken in Marburg/Maribor in einem „Verband der Kulturvereine der deutschsprachigen Volksgruppe in Slowenien“ zusammengeschlossen. In einem Memorandum fordert der Verband die Anerkennung der deutschen Minderheit durch die slowenische Regierung. Diesem Verband gehören inzwischen insgesamt sechs deutsche Minderheitenvereine in Slowenien an. Die übrigen vier Gottscheer-Vereine, haben dagegen 2013 einen gemeinsamen Dachverband der Gottscheer Organisationen (Zveza kočevarskih organizacij) mit Sitz in Bistritz/Bistrica bei Tschernembl/Črnomelj gegründet. Zwischen beiden Verbänden ist es wiederholt zu Reibungen gekommen.

## Gottscheer in der Emigration

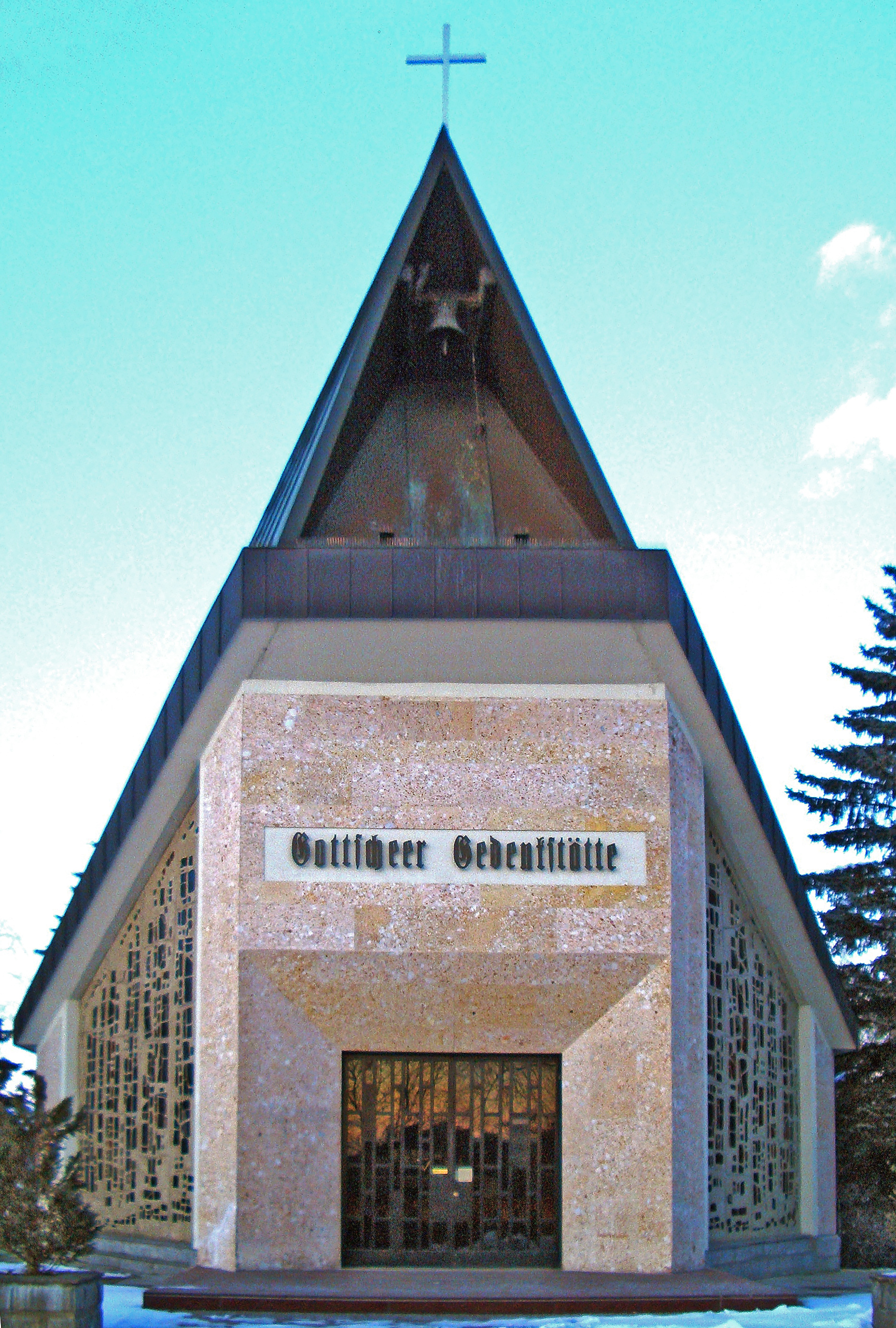
Gottscheer Kapelle in Graz-Mariatrost (Österreich)

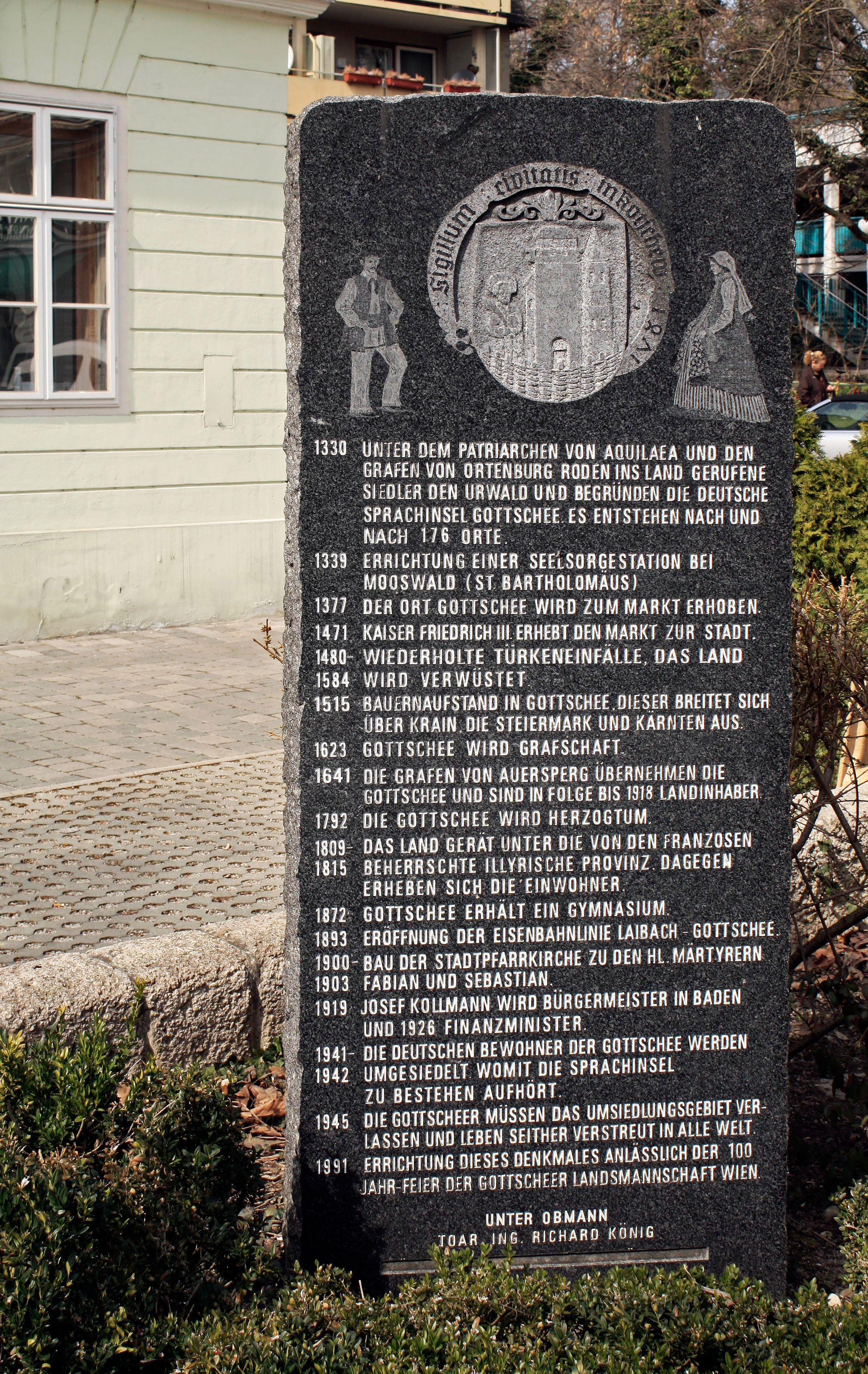
Gedenkstein 100 Jahre Gottscheer Landsmannschaft in Wien, enthüllt Ende Juli 1991 unweit der Büste des Gottscheers Josef Kollmann (1868–1951), Baden bei Wien, Gutenbrunner Straße 1

Seit der Flucht und Vertreibung der ins „Rann-Dreieck“ ausgesiedelten Gottscheer im Jahre 1945 leben die Gottscheer und ihre Nachkommen über die Welt zerstreut. Die meisten davon leben in den USA, doch gibt es auch viele in Kanada, Österreich und Deutschland.

### Österreich
Die aus dem „Rann-Dreieck“ vertriebenen Gottscheer gelangten 1945 zunächst nach Österreich, wo sie größtenteils in Flüchtlingslagern untergebracht wurden. Von den etwa 3000, die in Österreich blieben, ließen sich besonders viele in Kärnten, andere in der Steiermark nieder. Sie gründeten hier drei bis heute existierende Landsmannschaften: Klagenfurt, Graz sowie Wien. Diese haben sich in der Arbeitsgemeinschaft der Gottscheer Landsmannschaften zusammengeschlossen. Darüber hinaus gibt es den Verein Gottscheer Gedenkstätte in Graz Maria-Trost, der in Graz-Mariatrost eine (am 27. August 1967 eingeweihte) Gedenkstätte unterhält. Hier werden alljährlich im Juli Wallfahrten organisiert.
Seit 1955 gibt die Gottscheer Landsmannschaft in Klagenfurt wieder die Gottscheer Zeitung heraus, die seit 1959 monatlich erscheint.
1966 begründete der Oberschulrat Hermann Petschauer aus Lichtenbach die „Gottscheer Kulturwoche“, die seitdem einmal jährlich Ende Juli bis Anfang August im Schloss Krastowitz bei Klagenfurt stattfindet.

### Deutschland
In Deutschland ließen sich etwa tausend Gottscheer nieder. Bis Ende 2008 gab es hier eine bundesweite Landsmannschaft der Gottscheer, die zum Jahresende 2008 aufgelöst wurde. Sie bestand seit 1959 aus den drei Landesgruppen Bayern, Baden-Württemberg und Nord-West.

### USA
In den USA begannen sich Einwanderer aus der Gottschee bereits Ende des 19. Jahrhunderts zu organisieren. Viele Gottscheer ließen sich in Cleveland nieder, das auch Zielort zahlreicher slowenischer Einwanderer war. Hier hat bis heute der älteste Gottscheer Verein der USA seinen Sitz, der Gottscheer Club of Cleveland.
Ein weiterer Schwerpunkt der Gottscheer Einwanderer war New York, wo sich viele in den ohnehin schon von deutscher Einwanderung mitgeprägten Vierteln Glendale und Ridgewood im Stadtbezirk Queens niederließen. Hier wurde am 15. April 1945 die Gottscheer Relief Association mit dem Ziel gegründet, den heimatlosen Gottscheern in Europa zu helfen. In den folgenden Jahren wanderten viele aus den österreichischen Flüchtlingslagern ein. Auf Grund von Einwandererquoten waren es in den ersten zwei Jahren nur 2000, doch folgte bis 1953 ein Großteil der exilierten Gottscheer, die meisten 1952.
1951 gründeten Gottscheer in New York den Fußballverein Blau-Weiss Gottschee, der 1956 in die erste Liga der German American Soccer League, damals eine der Keim- und Machtzellen der United States Soccer Football Association, aufstieg. Gottschee gewann die Meisterschaft der Liga 1963. Starspieler der Vereinsgeschichte ist Willy Schaller, der mit den USA 1952 an den Olympischen Spielen in Helsinki und 1959 den Panamerikanischen Spielen in Chicago teilnahm und bei letzterem Wettbewerb die Bronzemedaille gewann. Er fand später Aufnahme in die amerikanische Soccer Hall of Fame.
Die in die USA emigrierten Gottscheer betreiben mehrere Webseiten und Foren, in denen die eigene Geschichte aufgearbeitet wird und die für Genealogie genutzt werden.

## Berühmte Söhne und Töchter der Region
- Karl Morré (* 8. November 1832 in Klagenfurt; † 21. Februar 1897 in Graz), aus einer Gottscheer Kaufmannsfamilie. Bekannter österreichischer Volksdichter, Dramatiker und Politiker.[47]
- Joseph Schleimer (* 31. Mai 1909 in Mississauga/Kanada; † 23. November 1988 daselbst), Gewinner einer Bronzemedaille bei den Olympischen Spielen 1936 in Berlin im Ringen im freien Stil im Weltergewicht. Nachkomme von Einwanderern aus Gottschee in Kanada.